# Inspector Gadget (serie de televisión de 2015)
Inspector Gadget es una serie de televisión animada por computadora franco-canadiense producida por DHX Media. Es un reinicio de la serie original transmitida durante los años 80.

## Argumento
La serie está protagonizada por Penny, que ahora tiene 15 años y es una agente en entrenamiento del CG con Sabiondo como su nuevo asistente. Cuando el Dr. Claw se descongela de un Iceberg y reactiva MAD, el Inspector Gadget vuelve de su retiro para detener a Claw una vez más, pero con Penny y Sabiondo oficialmente a su lado.
Un nuevo personaje, Talon, el sobrino de Claw, el cual está enamorado de Penny y viceversa. La serie es ahora más cómica que la original con el Dr. Claw siendo retratado como menos siniestro que antes.

## Personajes
- Inspector Gadget: Él sigue siendo el mismo cyborg poco inteligente, crédulo, desorientado, e incompetente que era antes, pero ahora está acompañado de Penny en sus misiones. Como siempre, sigue confundir a sí mismo como el héroe cuando los eventos de un episodio se han tratado, a pesar de que no hizo nada en absoluto. Todavía no escucha a Penny y hace lo que quiere en su lugar. Gadget es notablemente más egoísta de lo que era en la serie original, de hecho, ésta es la razón de que su expareja dejó de trabajar para él. También cuenta con un nuevo gadget móvil (ya que el anterior se convirtió en polvo después de que en repetidas ocasiones fue usado), que es cómodo, moderno y más eficiente que el anterior.
- Penny (Sophie en Europa): Es la sobrina del Inspector Gadget de 15 años, un agente en formación. Ella es valiente, inteligente y dispuesto a luchar contra los villanos. Ella es la protagonista. Penny sigue siendo el único que realmente salva el día, pero aún no consigue ningún reconocimiento para ella y su tío todavía se da el elogio para resolver cada caso a pesar de que no hizo nada en absoluto. Penny también actúa como una adolescente normal, cuando no está en servicio. Su libro computadora y reloj han sido reemplazados con una tableta holográfica llamado el códice. Está enamorada de Talon
- Brain (Sabiondo en Hispanoamérica y Sultán en España): Es el perro de Penny, el mejor amigo, su compañero y él siempre la acompaña a todas las misiones. Como siempre, es un maestro del disfraz y por lo general Gadget siempre lo confunde con un agente de MAD y trata de detenerlo, incluso cuando Penny trata de decirle que es Sabiondo o que él siempre trata de salvarlo.
- Jefe Quimby (Jefe Gontier en Europa): Es el líder del CG y siempre le da a Gadget y Penny sus misiones. Para dárselas, él siempre aparece en los lugares más extraños. Sus mensajes de autodestrucción ahora son holográficos. Ahora lleva gafas con un abrigo y su pelo es rubio en vez de marrón. Él es mucho más paciente de lo que era antes.
- Doctor Irwing Thelonious Claw, Jr. (Doctor Irwing Thelonious Gang, Jr. en Europa): Como siempre, quiere dominar el mundo y destruir a Gadget. Esta vez él tiene la ayuda de su sobrino Talon, que lo rescató en el primer episodio. Como siempre, su rostro no se muestra (pero su torso se hace aparecer de vez en cuando). A diferencia de la serie original, no es el villano malvado e inteligente de antaño; parece casi tan incompetente como Gadget, a pesar de que todavía conserva cierta maldad y la crueldad que le caracteriza.
- Talon (Garra en España): Es un nuevo personaje, Talon es el sobrino malvado del Dr. Claw que lo rescató en el primer episodio. Él es inteligente, guapo y manipulador. Él es consciente de su hermosura y sabe cómo aplicarla. Él siempre está discutiendo con su tío porque él considera sus planes bastante pasados de moda o simplemente ridículos. Su tío siempre le echa la culpa cuando sus fechorías fallan, incluso cuando no es culpa de Talon. A pesar de que hace todo lo posible para impresionar a su tío, que no es tratado muy bien por él. Está enamorado de Penny.
- Profesor Von Slickstein (Profesor Rotoscopio en España): A diferencia de la serie original donde aparenta 60 años, en la nueva se ve más joven, tal vez sea un pariente del original.
- Kayla: Es otra nueva personaje, es la mejor amiga de Penny y una agente en entrenamiento. Su personalidad es alegre y positiva, puede hablar mucho y muy rápido, la boca del motor es lo suficientemente fuerte como para paralizar incluso el más duro MAD-matón.
- MAD Cat (MAD Gato en España): A diferencia de la serie original y las películas, es hembra. Ella se echó a perder por el Dr. Claw y comparte un odio con Talon.

## Reparto y doblaje
| Personaje                                         | Actor de voz (Canadá) | Actor de voz (Venezuela)             | Actor de voz (España) (primer doblaje, 2015) (doblaje T1) | Actor de voz (España) (segundo doblaje, 2016-2020) (redoblaje T1-doblaje T2) |
| ------------------------------------------------- | --------------------- | ------------------------------------ | --------------------------------------------------------- | ---------------------------------------------------------------------------- |
| Inspector Gadget                                  | Ivan Sherry           | Ángel Mujica                         | Julio Lorenzo                                             | Salvador Aldeguer (T1)                                                       |
| Inspector Gadget                                  | Ivan Sherry           | Ángel Mujica                         | Julio Lorenzo                                             | José Luis Angulo (T2)                                                        |
| Penny Sophie (ESP)                                | Tara Strong           | Gabriela Belén                       | Paula Carro                                               | Laura Pastor                                                                 |
| Jefe Quimby Jefe Gontier (ESP)                    | Derek McGrath         | Sergio Pinto                         | Juan Diéguez                                              | José Padilla                                                                 |
| Doctor Claw Doctor Gang (ESP)                     | Martin Roach          | Alex Orozco                          | Antonio Cancelas                                          | Adolfo Pastor                                                                |
| Brain Sabiondo (VEN) Sultán (ESP)                 | Scott McCord          | Ángel Lugo (solo el primer episodio) | –                                                         | –                                                                            |
| Brain Sabiondo (VEN) Sultán (ESP)                 | Scott McCord          | –                                    | –                                                         | –                                                                            |
| Profesor Von Slickstein Profesor Rotoscopio (ESP) | Scott McCord          | Levi Urtado                          | Ignacio Castaño                                           | Borja Pérez Sedano                                                           |
| Talon Garra (ESP)                                 | Lyon Smith            | Jorge Bringas                        | Daniel Lema                                               | Roberto Rodríguez                                                            |
| Kayla                                             | Katie Griffin         | Lucía Bodas (primeros episodios)     | Antía Álvarez Jiménez                                     | María Luisa Marciel                                                          |
| Kayla                                             | Katie Griffin         | Sixnalie Villalba                    | Antía Álvarez Jiménez                                     | Marta Górriz (1 episodio, T1)                                                |

## Transmisiones
La serie se anunció el 11 de junio de 2013, con 26 episodios. El programa debutó el 26 de diciembre de 2014 en Boomerang en Francia, en los Estados Unidos el programa fue pensado originalmente para salir al aire en Cartoon Network, sin embargo, el 26 de febrero de 2015 se anunció que en su lugar debutaría el 27 de marzo de 2015 por medio de Netflix. Se estrenó oficialmente en Canadá por Teletoon el 7 de septiembre de 2015, en Latinoamérica el 17 de agosto de 2015 por Boomerang y en España por Boing el 26 de julio de 2015 (primer doblaje) y por Netflix España el 1 de diciembre de 2016 (segundo doblaje).
Una segunda temporada de la serie fue confirmada en julio de 2015, con 26 episodios. Se estrenó el 2 de junio de 2017 en Estados Unidos por Netflix, el 8 de enero de 2018 en Canadá por Teletoon y el 1 de enero de 2019 en España por Neox Kidz (Neox).